# Grote Melm

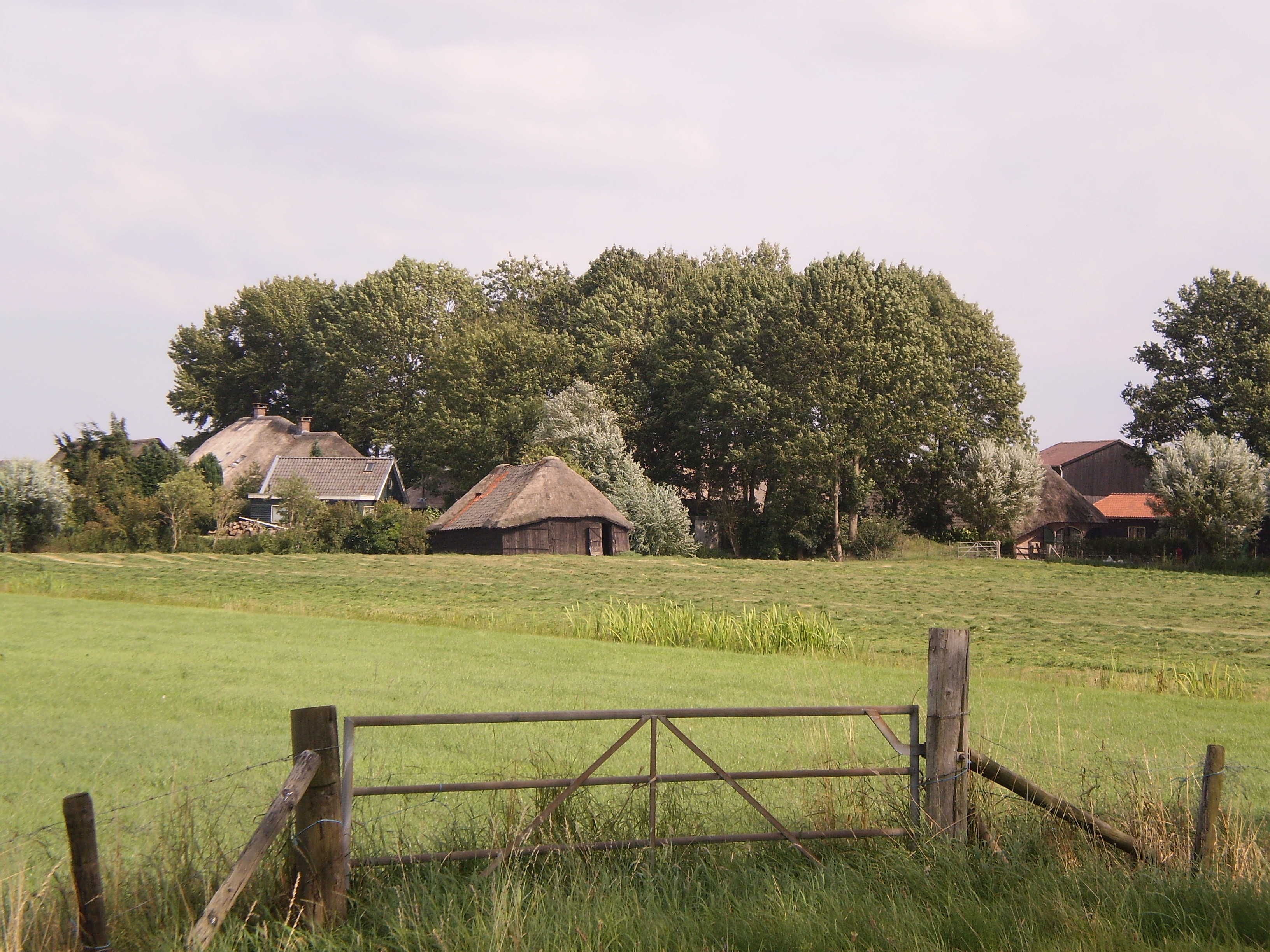
Oude Melm

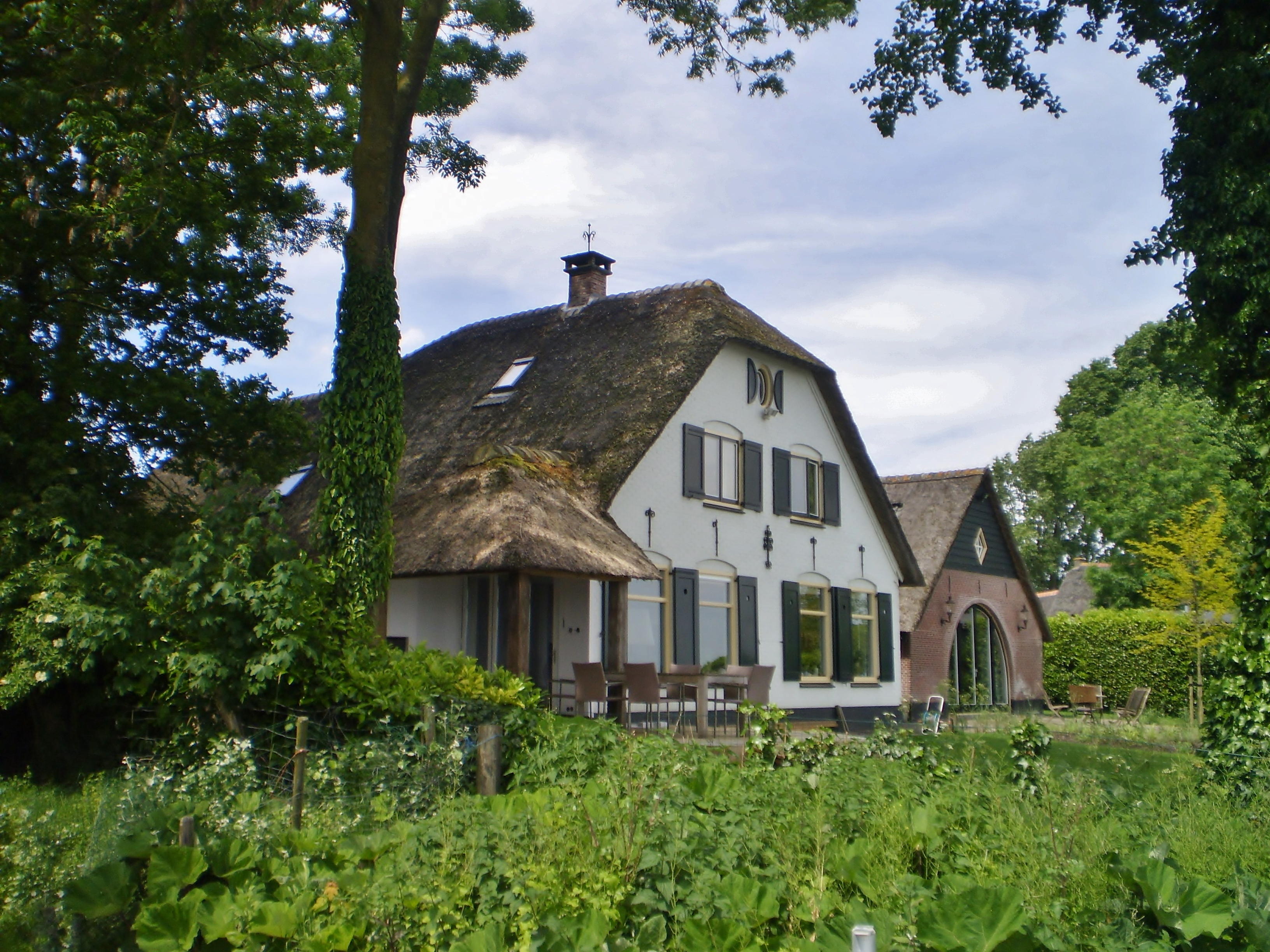
Oude Melmweg 31

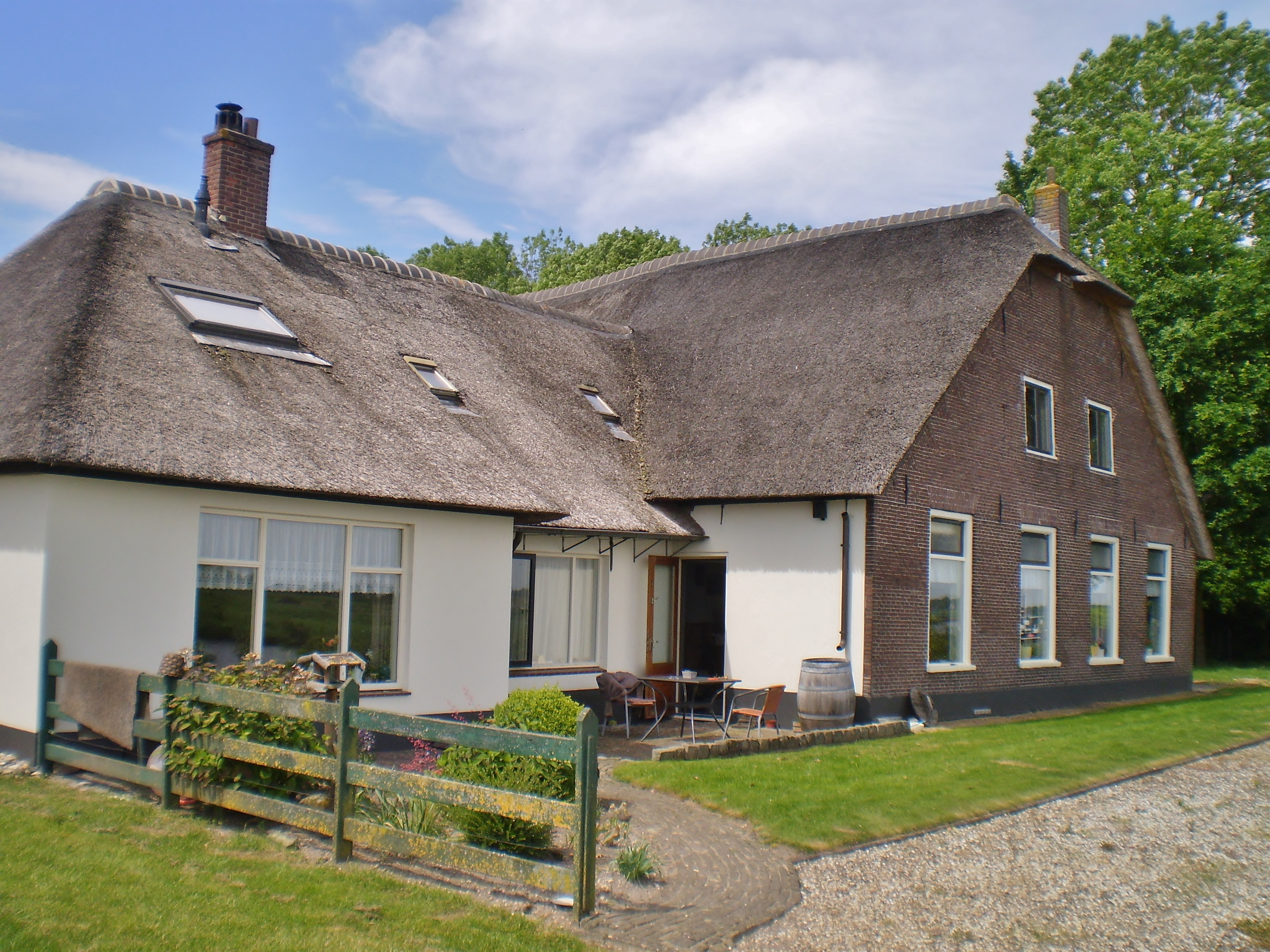
Boerderij De Oude Melm

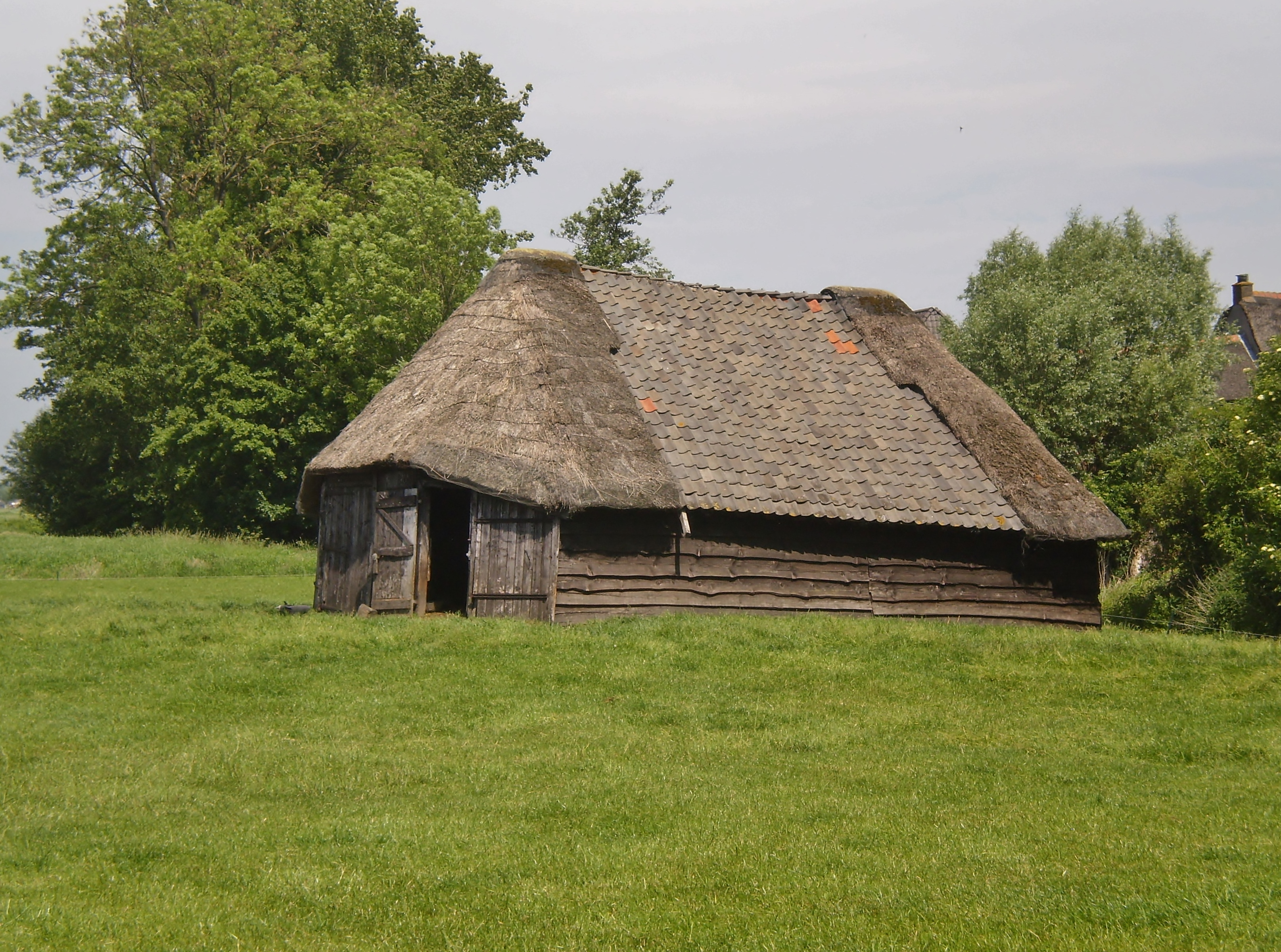
Schapenboet

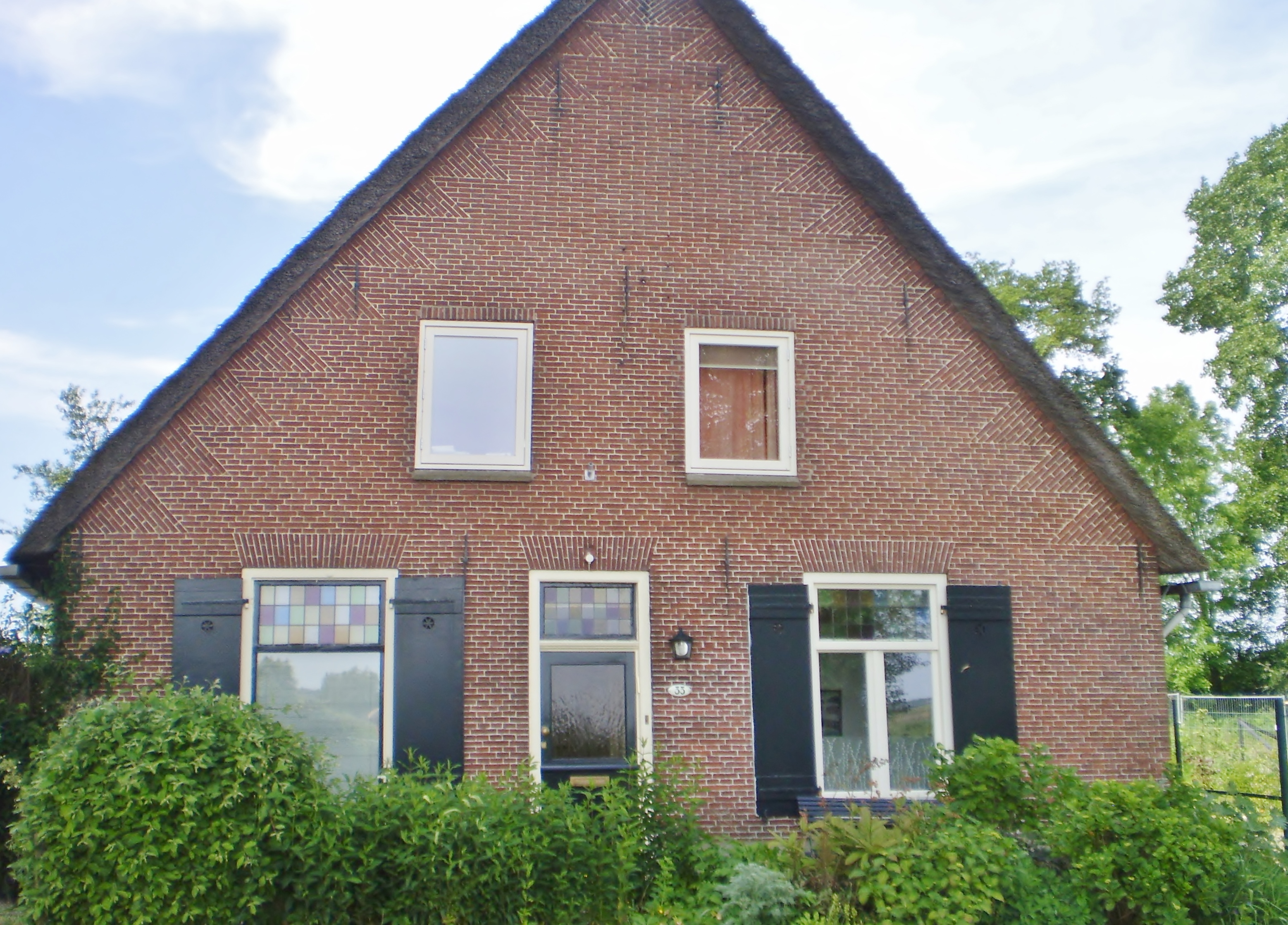
Oude Melmweg 33

De Grote Melm, vroeger de Oude Melm is een los- en laadplek aan de rivier de Eem bij Soest. 
Melm betekent droge aarde of doorwaadbare plaats. Deze oude zandheuvel ligt in een bocht van de Eem. In de jaren 1980 werd de bocht afgesneden, waardoor er een eiland werd gevormd. Dit eiland wordt beheerd door Natuurmonumenten. Deze tak van de Eem nu is afgesloten voor het scheepvaartverkeer. 
Hier zou kasteel Hamelenburg hebben gestaan. Boerderij De Oude Melm op Grote Melmweg 10 was een gemengd bedrijf. De rogge en Soester knollen werden als veevoer gebruikt. Bij de boerderij was een potstal en een schaapskooi.
Bij de Oude Melm kwam ook het Oude Grachtje uit, met het water van de hogere gronden en de Soester Venen. Het huidige gemaal maalt het water uit het Soesterveen, dat wordt aangevoerd door de Veensloot en de Oude Soester Veengracht, uit op de Eem.

## Losplaats
Sinds een privilege uit 1476 van de bisschop van Utrecht laadden en losten hier schepen. De Grote Melmweg verbindt de groep huizen en boerderijen met Soest. Deze vormde met de Maatweg een van de twee Soester hooiwegen. De Grote Melmweg splitst zich hier in tweeën, de even nummers staan aan de rechter afslag, de oneven huisnummers links. Turf uit het Soesterveen werd vroeger via de Noorderweg en de Maatweg naar de Grote Melm aangevoerd, waarna de turf per boot naar Amsterdam en andere plaatsen werd vervoerd. 
Er was niet alleen een wegverbinding vanuit Soest. In 1788 werd de Oude Melm verkocht met veerhuis, turfschuur, kalkovens en lesschuur. In de lesschuur werd de kalk geblust. Aan het eind van de Tweede Wereldoorlog was hier nog een loswal voor zand, stenen en grind.

## Jaagpad
De los- en laadplek ontstond toen de Eem door verzanding ondiep werd en schepen hun lading niet meer naar Amersfoort konden brengen. Vanaf deze plek liep dan ook een jaagpad. Dit jaagpad van omstreeks 1551 liep van Amersfoort aan de westoever van de Eem tot aan de Grote Melm. Het jaagpad liep aan de oostzijde van de Eem verder tot aan de riviermonding van de Zuiderzee.

## Kalkoven
In de loop van de achttiende eeuw vestigden zich een aantal kalkbranderijen aan de Grote en Kleine Melm. Door toevoeging van water werd de ruwe en ongebluste kalk omgezet in een kalksubstantie die als bouwmateriaal gebruikt werd. Bij de melm lagen dan ook vaak grote hopen zand en grind. In een koopakte uit 1852 wordt bepaald dat de kalkoven met bijbehorende lesschuur moet worden afgebroken. In een lesschuur of een leshuis werd de kalk uit de kalkovens geblust.

## Pont
Er was sinds de 17e eeuw ook een pontverbinding vanuit Soest om naar polder De Slaag aan de overkant van de Eem te komen, die al jaren geleden is gestaakt. Het pontje was nu eigendom van de Van Roomens, die al eeuwenlang eigenaar geweest van de grond aan de Melm.
Het oude ‘ponthuis’, vroeger ook een boerderij, staat nu aan de jachthaven.